# Guillaume Fabri
Pour les articles homonymes, voir Wilhelm Fabricius Hildanus et Fabri.
Guillaume Fabri, mort le 30 décembre 1413, est un prélat français du XIVe siècle et du début du XVe siècle. Il est le frère ou le neveu de Pierre Fabri, évêque de Riez, et appartient probablement à la famille de Jean Fabri, cardinal-évêque de Tulle, et du pape Grégoire XI.

## Biographie
Guillaume Fabri est prévôt  du chapitre de la cathédrale de Riez et succède en 1396 à Jean de Maillac comme évêque de Riez. Il assure l'exact et intégral paiement des revenus appartenant à son église. 

## Source
- La France pontificale (Gallia Christiana), Paris, s.d.